# Liste der Staatsoberhäupter 1351
Übersicht
◄◄ | ◄ | 1347 | 1348 | 1349 | 1350 | Liste der Staatsoberhäupter 1351 | 1352 | 1353 | 1354 | 1355 | ► | ►►

Weitere Ereignisse

## Afrika
- Ägypten (Bahri-Dynastie)
  - Sultan: an-Nasir al-Hasan (1347–1351, 1354–1361)
  - Sultan: as-Salih Salih (1351–1354)

- Algerien (Abdalwadiden)
  - Sultan: Abu Said Uthman II. (1348–1352)
  - Sultan: Al-Zaim Abu Thabit I. (1348–1352)

- Äthiopien
  - Kaiser (Negus Negest): Newaya Krestos (1344–1372)

- Ifriqiya (Ost-Algerien, Tunesien) (Hafsiden)
  - Kalif: Ishaq II. (1350–1368)

- Jolof (im heutigen Senegal)
  - Buur-ba Jolof: N'Dyadya N'Dyaye (1350–1370)

- Kanem-Bornu (Sefuwa-Dynastie)
  - König: Idris I. Nikale (1335–1359)

- Kano
  - Emir: Yaji I. (1349–1385)

- Königreich Mali
  - König: Suleyman (1341–1360)

- Marokko (Meriniden)
  - Sultan: Abu l-Hasan (1331–1351)
  - Sultan: Abu Inan Faris (1351–1358)

## Amerika
- Aztekenreich
  - Tlatoani: Ténoch (1325–1371)

- Inkareich
  - Inka: Inca Roca (ca. 1350–1380)

## Asien
- Reich der Weißen Hammel (Ak Koyunlu)
  - Herrscher: Tur Ali Bey (1340–ca. 1362)

- Champa
  - König: Chê Mô (1342–1352)

- China und Mongolei (Yuan-Dynastie)
  - Kaiser: Toghan Timur (1333–1368)
    - in Südchina beginnt der Aufstand der Roten Turbane

- Chorasan
  - Sultan (Kartiden): Muizz ad-Din (1349–1370)

- Delhi
  - Sultan: Muhammad Schah II. (1325–1351)
  - Sultan: Mahmud Ibn Muhammad (1351)
  - Sultan: Firuz Schah Tughluq (1351–1388)

- Georgien
  - König: David IX. (1346–1360)

- Reich der Goldenen Horde
  - Khan: Dschani Beg (1342–1357)
  - Teilherrscher in Westsibirien: Cimtay (ungefähr 1344–1361)

- Irak
  - Herrscher (Dschalairiden): Hasan Buzurg der Große (1336–1356)

- Japan
  - Kaiser (Südhof): Go-Murakami (1339–1368)
  - Kaiser (Nordhof): Sukō (1348–1352)
  - Shōgun Ashikaga: Ashikaga Takauji (1338–1358)

- Kambuja (Khmer)
  - König: Paramathakemaraja (1330–1353)

- Kleinarmenien
  - König: Konstantin V. (1344–1362)

- Korea (Goryeo-Dynastie)
  - König: Chungjeong Wang (1348–1351)
  - König: Gongmin Wang (1351–1374)

- Osmanisches Reich
  - Sultan: Orhan I. (1326–1359)

- Persien
  - Herrscher (Muzaffariden in Isfahan): Mubariz ad-Din Muhammad (1314–1358)
  - Erbfolgekrieg unter den Ilchanen  (Emir Aschraf (1343–1356) in Täbriz)

- Ryūkyū-Inseln
  - König: Satto (1321–1395)

- Siam
  - Ayutthaya
    - König: Ramathibodi I. (1350–1369)

  - Lan Na
    - König: Pha Yu (1336–1355)

  - Sukhothai
    - König: Li Thai (1347–1370)

- Trapezunt
  - Kaiser: Alexios III. (1349–1390)

- Tschagatai-Khanat
  - Khan im Ostteil: Tughluk Timur (1347–1363)
  - im Westteil Emir Kazagan (1346–1357) (für den Nominalherrscher Bayan Kuli Khan)

## Europa
- Achaia
  - Fürst: Robert von Tarent (1332–1364)

- Andorra
  - Co-Fürsten:
    - Graf von Foix: Gaston III. (1343–1391)
    - Bischof von Urgell: Nicola Capocci (1348–1351)
    - Bischof von Urgell: Hugó Desbach (1351–1361)

- Archipelagos
  - Herzog: Johann I. (1341–1361)

- Athen
  - Herzog: Friedrich I. von Sizilien (1348–1355)

- Bulgarien
  - Zar: Ivan Alexander (1331–1371)

- Byzantinisches Reich
  - Kaiser: Johannes V. (1341–1391)

- Dänemark
  - König: Waldemar IV. (1340–1376)

- Deutschordensstaat
  - Hochmeister: Heinrich Dusemer (1345–1351)
  - Hochmeister: Winrich von Kniprode (1351–1382)

- England
  - König: Eduard III. (1327–1377)

- Frankreich
  - König: Johann II. (le Bon) (1350–1364)
  - Alençon
    - Graf: Karl III. (1346–1361)

  - Armagnac
    - Graf: Johann I. der Gute (1319–1373)

  - Auvergne
    - Gräfin: Johanna I. (1332–1360)

  - Bar
    - Graf: Eduard II. (1344–1352)

  - Blois
    - Graf: Ludwig II. von Châtillon (1346–1372)

  - Bretagne
    - Herzog: Karl von Blois (1345–1364)

  - Burgund (Herzogtum)
    - Herzog: Philipp I. von Rouvres (1350–1361)

  - Burgund (Freigrafschaft)
    - Pfalzgraf: Philipp I. von Rouvres (1347–1361)

  - Dreux
    - Gräfin: Johanna II. (1346–1355)

  - Eu
    - Graf: Jean (1351–1387)

  - Évreux
    - Graf: Karl der Böse (1343–1378)

  - Foix
    - Graf: Gaston III. (Foix) (1343–1391)

  - Marche
    - Graf: Jakob I. (1342–1362)

  - Nevers
    - Graf: Ludwig III. (1346–1384)

  - Orléans
    - Herzog: Philipp I. (1344–1375)

  - Perche
    - Graf: Robert (1346–1377)

  - Périgord
    - Graf: Roger Bernard (1336–1369)

  - Provence
    - Gräfin: Johanna (1343–1382)

  - Rethel
    - Graf: Ludwig III. (1346–1384)

  - Vendôme
    - Graf: Burchard VI. (1315–1354)

- Heiliges Römisches Reich
  - König: Karl IV. (1346–1378) (ab 1355 Kaiser)
  - Kurfürstentümer
    - Erzstift Köln
      - Erzbischof: Wilhelm von Gennep (1349–1362)

    - Erzstift Mainz
      - Erzbischof: Gerlach von Nassau (1346–1371)

    - Erzstift Trier
      - Erzbischof: Balduin von Luxemburg (1307–1354)

    - Böhmen
      - König: Karl IV. (1346–1378)

    - Brandenburg
      - Markgraf: Ludwig I. (1323–1351)
      - Markgraf: Ludwig II. (1351–1365)
      - Markgraf: Otto V. (1351/1365–1373), Mitregent (1351–1365)

    - Kurpfalz
      - Pfalzgraf: Rudolf II. (1329–1353)

    - Sachsen
      - Herzog: Rudolf I. (1298–1356)

  - geistliche Fürstentümer
    - Hochstift Augsburg
      - Bischof: Marquard I. von Randeck (1348–1365) (1343–1344 Elekt von Bamberg)

    - Hochstift Bamberg
      - Bischof: Friedrich I. von Hohenlohe (1344–1352)

    - Hochstift Basel
      - Bischof: Johann II. Senn von Münsingen (1335–1365) (1337–1338 Administrator von Straßburg)

    - Erzstift Besançon
      - Erzbischof: Hugues VI. de Vienne (1334–1355)

    - Hochstift Brandenburg
      - Bischof: Dietrich I. von Kothe (1347/49–1365)

    - Erzstift Bremen
      - Erzbischof: Godfried Graf von Arnsberg (1348–1359)
      - Administrator: Moritz Graf von Oldenburg (1348–1359)

    - Hochstift Brixen
      - Bischof: Matthäus an der Gassen (1336–1363)

    - Hochstift Cambrai
      - Bischof: Pierre IV. d’André (1349–1368)

    - Hochstift Cammin
      - Bischof: Johann I. von Sachsen-Lauenburg (1343–1370)

    - Hochstift Chur
      - Bischof: Ulrich V. von Lenzburg (1331–1355)

    - Hochstift Eichstätt
      - Bischof: Albrecht I. von Hohenfels (1344–1351/53)
      - Bischof: Berthold von Zollern (1351/53–1365)

    - Hochstift Freising
      - Bischof: Albert II. von Hohenberg (1349–1359) (1345–1349 Bischof von Würzburg)

    - Abtei Fulda
      - Abt: Heinrich von Hohenberg (1315–1353)

    - Hochstift Genf
      - Bischof: Alamand de Saint-Jeoire (1342–1366)

    - Hochstift Halberstadt (Herrschaft umstritten)
      - Bischof: Albrecht II. von Braunschweig-Lüneburg (1324–1358)
      - Bischof: Albrecht von Mansfeld (1346–1357)

    - Hochstift Havelberg
      - Bischof: Burchard II. von Lindow (1348/49–1370)

    - Hochstift Hildesheim (1331–1350/51 umstritten)
      - Bischof: Heinrich III. von Braunschweig-Lüneburg (1331–1363) (vom Domkapitel gewählt)
      - Bischof: Erich von Schaumburg (1331–1350/51) (vom Papst ernannt)

    - Hochstift Konstanz
      - Bischof: Ulrich Pfefferhard (1344–1351)
      - Bischof: Johann Windlock (1351–1356)

    - Hochstift Lausanne
      - Bischof: François Prévôt (1347–1354)

    - Hochstift Lübeck
      - Bischof: Bertram Cremon (1350–1377)

    - Hochstift Lüttich
      - Bischof: Engelbert von der Mark (1345–1364) (1364–1366/68 Erzbischof von Köln)

    - Erzstift Magdeburg
      - Erzbischof: Otto von Hessen (1327–1361)

    - Hochstift Meißen
      - Bischof: Johann I. von Isenburg (1341/42–1370)

    - Hochstift Merseburg
      - Bischof: Heinrich V. zu Stolberg (1341–1357)

    - Hochstift Metz
      - Bischof: Adhémar de Monteil (1327–1361)

    - Hochstift Minden
      - Bischof: Gerhard I. von Schauenburg (1346–1353)

    - Hochstift Münster
      - Bischof: Ludwig II. von Hessen (1310–1357)

    - Hochstift Naumburg
      - Bischof: Johann I. (1348–1351)

    - Hochstift Osnabrück
      - Bischof: Johann II. Hut (1349–1366)

    - Hochstift Paderborn
      - Bischof: Balduin von Steinfurt (1341–1361)

    - Hochstift Passau
      - Bischof: Gottfried von Weißeneck (1342–1362)

    - Hochstift Ratzeburg
      - Bischof: Volrad von dem Dorne (1335–1355)

    - Hochstift Regensburg
      - Bischof: Friedrich von Nürnberg (1340–1365)

    - Erzstift Salzburg
      - Erzbischof: Ortolf von Weißeneck (1343–1365)

    - Hochstift Schwerin
      - Bischof: Andreas von Wislica (1348–1356)

    - Hochstift Sitten
      - Bischof: Witschard Tavelli (1342–1375)

    - Hochstift Speyer
      - Bischof: Gerhard von Ehrenberg (1336–1363)

    - Hochstift Straßburg
      - Bischof: Berthold II. von Buchegg (1328–1353) (1328–1329 Bischof von Speyer)

    - Hochstift Toul
      - Bischof: Thomas de Bourlemont (1330–1353)

    - Hochstift Trient
      - Bischof: Meinhard von Neuhaus (1349–1360)

    - Hochstift Utrecht
      - Bischof: Johann IV. von Arkel (1342–1364) (1364–1378 Bischof von Lüttich)

    - Hochstift Verden
      - Bischof: Daniel von Wichtrich (1342–1363)

    - Hochstift Verdun
      - Bischof: Otto von Poitiers (1349–1351)

    - Hochstift Worms
      - Bischof: Salmann Cleman (1329–1359)

    - Hochstift Würzburg
      - Bischof: Albrecht II. von Hohenlohe (1350–1371)

  - weltliche Fürstentümer
    - Anhalt
      -  Fürstentum Anhalt-Bernburg
        - Fürst: Bernhard IV. (1348–1354)

      -  Anhalt-Zerbst
        - Fürst: Albrecht II. (1316–1362)

    - Baden
      - Markgraf: Hermann IX. (1333–1353)

    - Bayern
      - Niederbayern
        - Herzog: Stephan II. (1347/1349–1353), in Bayern-Landshut (1353–1375)
        - Herzog: Wilhelm I. (1347/1349–1353), in Bayern-Straubing (1353–1358/1389)
        - Herzog: Albrecht I. (1347/1349–1353), in Bayern-Straubing (1353/1358/1389–1404)

      - Oberbayern
        - Herzog: Ludwig V. (1347/1349–1361)
        - Herzog: Ludwig VI. (1347/1349–1351)
        - Herzog: Otto V. (1347/1349–1351), in Bayern-Landshut und Oberbayern (1373–1379)

    - Berg (1348–1395 Personalunion mit Ravensberg)
      - Graf: Gerhard (1348–1360)

    - Brabant, Limburg und Niederlothringen
      - Herzog: Johann III. (1312–1355)

    - Herzogtum Braunschweig-Lüneburg
      - Braunschweig-Göttingen
        - Herzog: Ernst I. (1344–1367)

      - Braunschweig-Grubenhagen
        - Herzog: Heinrich II. (1322–1351)
        - Herzog: Ernst I. (1322–1361)
        - Herzog: Wilhelm (1322–1360)

      - Braunschweig-Lüneburg
        - Herzog: Otto III. (1330–1352)
        - Herzog: Wilhelm II. (1330–1369)

      - Braunschweig-Wolfenbüttel
        - Herzog: Magnus I., der Fromme (1344–1369)

    - Flandern
      - Graf: Ludwig von Maele (1346–1384)

    - Geldern
      - Herzog: Rainald III. (1343–1361)

    - Hanau
      - Herr: Ulrich III. (1346–1369/70)

    - Hennegau (Personalunion mit Holland)
      - Gräfin: Margarethe II. (1345–1356)

    - Hessen
      - Landgraf: Heinrich II. (1328–1376)

    - Hohenzollern
      - schwarzgräfliche Linie
        - Graf: Friedrich IX. (1333–1377/79)

      - Straßburger Linie
        - Graf: Friedrich der Straßburger (1344–1365)

    - Holland (Personalunion mit Hennegau)
      - Gräfin: Margarethe I. (1345–1354)

    - Jülich
      - Markgraf: Wilhelm I. (1328–1361) (bis 1336 Graf, ab 1356 Herzog)

    - Kleve
      - Graf: Johann (1347–1368)

    - Lothringen (Herrscherliste)
      - Oberlothringen, Herzog: Johann I. (1346–1390)

    - Luxemburg (Herrscherliste), Limburg und Brabant (verpfändet an Kurtrier (1349–1353))
      - Graf: Karl (1346–1378)

    - Markgrafschaft Meißen
      - Markgraf: Friedrich III. (1349–1381)

    - Nassau
      - walramische Linie (1344–1355 gemeinsame Herrschaft)
        - Graf: Adolf I. (1344–1355) (1355–1370 Graf von Nassau-Idstein)
        - Graf: Johann I. (1344–1355) (1355–1371 Graf von Nassau-Weilburg)

      - ottonische Linie
        - Nassau-Beilstein
          - Graf: Heinrich I. (1343–1378/80)

        - Nassau-Dillenburg
          - Graf: Otto II. (1343–1350/51)
          - Graf: Johann I. (1350/51–1416)

        - Nassau-Hadamar (1337–1359 gemeinsame Herrschaft)
          - Graf: Johann (1334–1365)
          - Graf: Emich II. (1337–1359)

    - Nürnberg
      - Burggraf: Johann II. (1332–1357)

    - Ortenburg
      - Graf: Heinrich IV. (1346–1395)

    - Österreich
      - Herzog: Albrecht II. (1339–1358)

    - Ravensberg (1348–1395 Personalunion mit Berg)
      - Graf: Gerhard I. (1346–1360)

    - Württemberg
      - Graf: Eberhard II., der Greiner (1344–1392)
      - Graf: Ulrich IV. (1344–1362)

- Italienische Staaten
  - Este
    - Markgraf: Francesco II. (1343–1384)

  - Ferrara, Modena und Reggio
    - Herr: Obizzo III. d’Este (1326/36–1352)

  - Genua
    - Doge: Giovanni Valente (1350–1353)

  - Kirchenstaat
    - Papst: Clemens VI. (1342–1352)

  - Mailand
    - Stadtherr: Giovanni Visconti (1349–1354)

  - Mantua
    - Reichsvikar: Luigi I. Gonzaga (1328–1360)

  - Montferrat
    - Markgraf: Johann II. (1338–1372)

  - Neapel
    - Königin: Johanna I. (1343–1382)

  - Rimini
    - Herr: Ferrantino Malatesta (1326–1353)

  - Saluzzo
    - Markgraf: Thomas II. (1340–1357)

  - San Marino
    - Capitano Regente: Foschino Calcigni (1347–1351)
    - Capitano Regente: Francesco Pistorj (1351–1353)
    - Capitano Regente: Ciapetta di Novello (1351–1353)

  - Savoyen
    - Graf: Amadeus VI. (1343–1383)

  - Sizilien
    - König: Ludwig (1342–1355)

  - Tarent
    - Fürst: Ludwig von Tarent (1346–1362)

  - Venedig
    - Doge: Andrea Dandolo (1343–1354)

  - Verona
    - Podesta: Alberto II. della Scala (1329–1352)
    - Podesta: Mastino II. della Scala (1329–1351)

- Johanniter-Ordensstaat auf Rhodos
  - Großmeister: Dieudonné de Gozon (1346–1353)

- Litauen
  - Großfürst: Algirdas (1345–1377)

- Livland
  - Landmeister: Goswin von Herike (1345–1359)

- Monaco
  - Seigneur Charles I. (1331–1357)

- Norwegen
  - König: Magnus VII. Eriksson (1319–1355)

- Polen
  - König: Kasimir III. (1333–1370)

- Portugal
  - König: Alfons IV. (1325–1357)

- Russland
  - Großfürst von Moskau: Simeon Iwanowitsch der Stolze (1341–1353)

- Schottland
  - König: David II. (1329–1371)

- Schweden
  - König: Magnus II. (1319–1364)

- Serbien
  - Fürst: Stefan Uroš IV. Dušan (1331–1355)

- Spanien
  - Aragon
    - König: Peter IV. (1336–1387)

  - Cerdanya
    - Graf: Jakob IV. (1349–1375)

  - Granada (Nasriden)
    - Sultan: Yusuf I. (1333–1354)

  - Kastilien und León
    - König: Peter I. (1350–1369)

  - Navarra
    - König: Karl II. der Böse (1349–1387)

  - Urgell
    - Graf: Peter II. (1347–1408)

- Ungarn
  - König: Ludwig I. (1342–1382)

- Walachei
  - Fürst: Basarab I. Întemeietorul (Der Gründer) (1310–1352)

- Zypern
  - König: Hugo IV. (1324–1359)